# Olga Nikolajevna van Rusland (1895-1918)
Olga Nikolajevna Romanova (Russisch : Ольга Николаевна Романова) (Tsarskoje Selo, 15 november 1895 — Jekaterinenburg, 17 juli 1918), grootvorstin van Rusland, was de oudste dochter van tsaar Nicolaas II van Rusland en tsarina Alexandra Fjodorovna. Olga stierf op 22-jarige leeftijd in Jekaterinenburg door het executiecommando van de bolsjewieken. Ze werd vermoord samen met haar ouders, haar zussen (Tatjana, Maria en Anastasia), haar broer (Aleksej) en enkele kamerhulpen van de familie. Haar oom Michaël werd vlak voor hen vermoord om de reactie van Nicolaas' neef, koning George V te peilen. Deze reageerde echter niet, hetgeen leidde tot de moord op de Romanovs.

## Jeugd
Na het huwelijk van Nicolaas en Alexandra in 1894 wachtte heel Rusland op een zoon, een erfgenaam. Het was dan ook een grote teleurstelling toen de bevolking op 15 november 1895 slechts 101 en niet 300 kanonschoten hoorde; er was een dochter geboren. Nicolaas en Alexandra waren echter zielsgelukkig met hun eerste kind. Ze noemden hun kind "Olga", een oude Russische naam die al vele eeuwen in hun familie werd gebruikt. Olga werd gedoopt in de kerk in Tsarskoje Selo. Koningin Victoria van het Verenigd Koninkrijk, Alexandra’s grootmoeder, werd haar peetmoeder.
Na Olga werden er nog drie dochters geboren: Tatjana in 1897, Maria in 1899 en Anastasia in 1901. De grootvorstinnen brachten in 1903 met hun ouders, hun oom Ernst Lodewijk en diens achtjarige dochtertje Elisabeth een paar dagen door op hun jachtverblijf in Polen. De achtjarige Olga kreeg toen de eerste grote tegenslag in haar leven; haar nichtje Elisabeth kreeg tyfus. Nicolaas en Alexandra waren bang voor besmetting en gingen met hun dochters weg. Alexandra werd ook ziek en bleef zes weken langer in Polen. Een paar dagen na hun vertrek stierf de kleine Elisabeth; Olga en haar zusjes waren erg geschokt. Al snel kreeg Olga voor de tweede keer met een levensbedreigende ziekte te maken. Terwijl Rusland in oorlog was met Japan, werd er een erfgenaam voor de tsaar geboren: Aleksej in 1904. Al snel werd duidelijk dat Aleksej leed aan de erfelijke en in die tijd dodelijke bloederziekte hemofilie. Alexandra riep de hulp in van de gebedsgenezer Grigori Raspoetin. Omdat het volk niet op de hoogte werd gesteld van Aleksejs ziekte, vond men de relatie tussen de tsarina en Raspoetin erg vreemd en kreeg Alexandra een slechte reputatie.

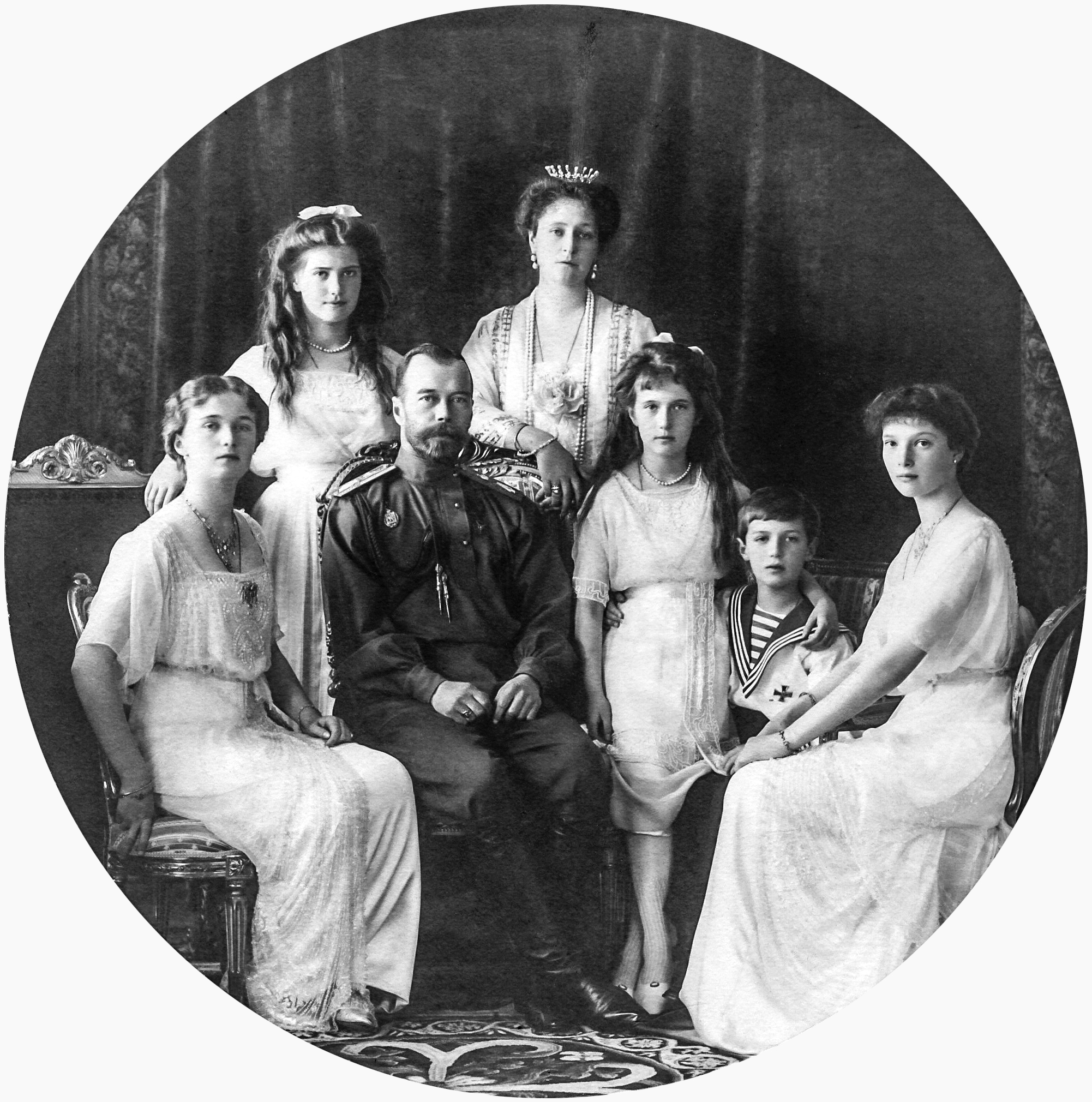
Olga en haar familie. Van links naar rechts: Olga, Maria, Nicolaas, Alexandra, Anastasia, Alexej en Tatiana.

Olga en haar zusjes werden ondertussen door gouvernantes en leraren klaargemaakt voor hun toekomstige rollen als vertegenwoordigers voor hun vader en hun land. De meisjes werd op het hart gedrukt zich als een dame te gedragen, zodat ze later een goede positie op de koninklijke Europese huwelijksmarkt zouden hebben. Alexandra verwachtte van Olga dat ze een voorbeeld was voor haar zusjes. Ook werd ze steeds meer bij het belang van de familie betrokken: omdat haar moeders reputatie had gezorgd voor een vijandige houding van het volk tegenover het tsarengezin, kreeg Olga meer te maken met haar verplichtingen als grootvorstin. Om haar familie in een positief daglicht te stellen, werd ze bijvoorbeeld in 1911 aangesteld als opperbevelhebber van een legerregiment waarvoor ze nieuwe uniformen moest ontwerpen. Toen Olga ouder werd, werd ze zich meer bewust van de vijandigheid tegenover haar vader. Toen ze in 1911 met haar zus Tatjana en haar vader naar een theatervoorstelling ging, kreeg ze voor het eerst direct met deze bedreigingen te maken; er werd een moordaanslag gepleegd op premier Pjotr Stolypin. Olga en Tatjana konden dagenlang niet slapen vanwege de schok.

## Huwelijkskandidaten
De kans dat de tsarevitsj een volwassen leeftijd zou bereiken en dus daadwerkelijk tsaar van Rusland zou worden, werd erg klein geschat. Veel familieleden en monarchisten zochten naar een andere manier om de monarchie te behouden. Het kwam er vaak op neer dat de echtgenoot van Nicolaas’ oudste dochter, Olga dus, de nieuwe tsaar moest worden. Er kwam dus veel druk op Olga te liggen om te trouwen met een zeer goede man.
Toen Olga zeventien jaar was en dus een huwbare leeftijd had bereikt, kreeg ze verschillende huwelijksaanzoeken. Olga werd echter verliefd op de negen jaar oudere officier Paul Aleksejevitsj Voronov. Een huwelijk tussen een tsarendochter en een soldaat was echter ondenkbaar en Paul Voronov verloofde zich een paar maanden later ook nog eens. Olga en haar familie waren uitgenodigd op het huwelijk en ze schreef in haar dagboek dat ze het paar ondanks haar eigen gevoelens veel geluk toewenste. Een paar dagen later werd Olga weer met haar neus op de feiten gedrukt; ze moest over niet al te lange tijd trouwen. Haar iets oudere nicht Irina trad namelijk in het huwelijk met prins Felix Joesoepov.
Verschillende huwelijken werden Olga voorgesteld; haar neef Boris Vladimirovitsj vroeg om haar hand, prins Carol van Roemenië kwam met zijn ouders naar Rusland om over een huwelijk te praten, ook haar neef en vroegere speelmaatje Dimitri Pavlovitsj werd naar voren geschoven als huwelijkskandidaat en men zag de prins van Wales ook als een goede keuze. Olga wilde echter niet trouwen met een van haar huwelijkskandidaten en haar ouders besloten haar niet te dwingen tot een huwelijk; zij waren zelf immers ook uit liefde getrouwd.

## Eerste Wereldoorlog

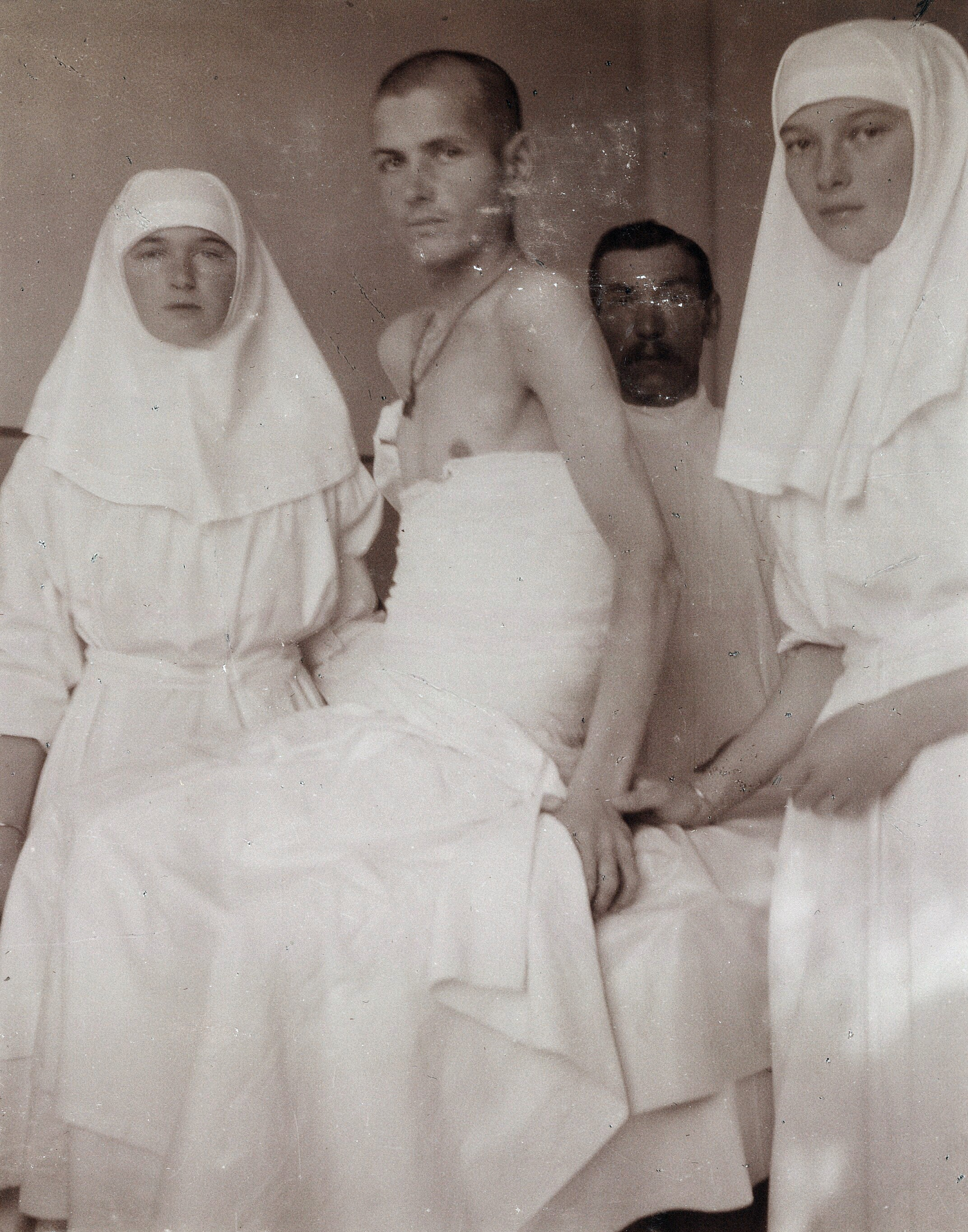
Olga (links) en Tatjana behandelen een patiënt, 1915

In 1914 brak de Eerste Wereldoorlog uit, waar ook Rusland in mee vocht. Om een bijdrage te kunnen leveren, volgden tsarina Alexandra en haar twee oudste dochters Olga en Tatjana een spoedcursus tot verpleegsters; eind 1914 behaalden ze een diploma van het Rode Kruis. Olga en Tatjana kwamen af en toe met hun moeder mee om ziekenhuizen aan het front te bezoeken, maar bleven vooral werken in de ziekenhuizen in Tsarskoje Selo, waar ze assisteerden bij ingewikkelde operaties en ze gewonde soldaten verzorgden. Hun werk was hard en de jonge dochters van de tsaar moesten even hard werken als volwassen vrouwen. Olga veranderde erg door het werk, dat voor haar vooral emotioneel zwaar was. Uiteindelijk brak het haar op om gewonde soldaten te verzorgen en mensen aan gruwelijke verwondingen te zien sterven. Ze kreeg een zenuwinzinking en stopte met haar werk als verpleegster. In plaats daarvan kreeg ze administratief werk.
In 1916 bereikte de grootvorstinnen en de tsarina het schokkende nieuws dat Raspoetin was vermoord. En wel door prins Felix Joesoepov en grootvorst Dimitri Pavlovitsj, hun eigen familie. Alexandra en haar dochters zonderden zich enkele dagen af om te rouwen, maar gingen daarna weer aan het werk in de ziekenhuizen waar iedere hulp hard nodig was. Niet lang daarna kwamen Olga en haar broertje in contact met een jonge soldaat die, zo bleek later, de mazelen had. Olga en Aleksej waren de eerste zieken, maar al snel volgden de andere zussen. Terwijl Olga weer aan het herstellen was, begon de Russische Revolutie.

## Revolutie
De oorlog zorgde voor veel onrust in Rusland. Toen het Russische leger werd gemobiliseerd waren veel burgers voor de Russische deelname aan de Eerste Wereldoorlog. Maar het leger behaalde weinig successen en in 1917 waren er ruim zes miljoen Russische soldaten om het leven gekomen. Ook met de economie ging het slecht; er waren grote tekorten aan onder andere voedsel en brandstof. Tot grote onvrede onder de arme burgers ging het voedsel dat er was naar het leger en werd de schaarste onder het volk groter. Daardoor ontstonden voedselrellen en opstanden die gewelddadig werden onderdrukt door het leger van de tsaar. Honderden mensen kwamen hierbij om het leven of raakten gewond. Dit zorgde alleen voor meer onvrede en in 1917 sloegen de voedselrellen om in politieke opstanden. Het Russische volk projecteerde zijn haat op de tsaar en zijn familie; de tsaar had immers zijn garde op zijn eigen burgers afgestuurd. Dit was enkel een directe aanleiding, waar het volk al lang op had gewacht; de tsarenfamilie was al langer impopulair, onder andere vanwege de Duitse afkomst van de tsarina Alexandra en haar band met de vermoorde 
Raspoetin.
Op 24 februari 1917 begon in Moskou een spontane volksopstand, die het begin was van de eerste fase van de Russische Revolutie. Hoewel de tsaristische garde tot dan toe elke opstand had neergeslagen, gebeurde dat deze keer niet. Integendeel, soldaten van de garde schoten hun eigen officieren neer en deden met de opstand mee. Een week later, op 2 maart, deed Nicolaas gedwongen afstand van de troon ten gunste van zijn broer Michaël. De nieuwe regering van Rusland nam Nicolaas, Alexandra en hun kinderen gevangen. Ze kregen in eerste instantie ‘huisarrest’ in hun paleis in Tsarskoje Selo, maar werden daarna overgebracht naar het kleine stadje Tobolsk in Siberië. Toen in november 1917 de bolsjewieken aan de macht kwamen, werd het gezin met enkele bedienden overgebracht naar Jekaterinenburg in de Oeral. In de nacht van 16 op 17 juli 1918 werden Olga, haar ouders, zusjes en broertje in de kelder van het Ipatjev-huis op bevel van commandant Jakov Joertovski geëxecuteerd.

## Identificatie en begrafenis
Na de moord werden de lijken onherkenbaar gemaakt en begraven. In het begin van de jaren negentig, na de val van de Sovjet-Unie, ging men aan de hand van een geheim rapport van Joertovski op zoek naar de lichamen. Slechts vijf lijken werden gevonden; de twee ontbrekende lichamen waren waarschijnlijk van een van de twee jongste dochters (Maria of Anastasia) en van Aleksej. Alexandra en de kinderen werden geïdentificeerd met behulp van DNA van prins Philip van Edinburgh (een kleinzoon van Alexandra’s zus Victoria) en Nicolaas onder andere met behulp van DNA van het lichaam van zijn aan tuberculose gestorven broer George.
De lichamen werden in 1998 bijgezet in de crypte van de keizerlijke familie in de Petrus-en-Pauluskathedraal in Sint-Petersburg, tachtig jaar na de executie. Op 14 augustus 2000 werden enkele leden van de Romanov-familie door de Russisch-Orthodoxe Kerk gecanoniseerd: Olga en haar familie werden tot strastoterpets verklaard. De Russisch-Orthodoxe Kerk in het Buitenland had dit in 1978 al gedaan. Haar feestdag is op 4 juli.

## Kwartierstaat
| Alexander II van Rusland (1818–1881) | Alexander II van Rusland (1818–1881) | Alexander II van Rusland (1818–1881) | Alexander II van Rusland (1818–1881) | Alexander II van Rusland (1818–1881)     | Alexander II van Rusland (1818–1881)     | Marie van Hessen-Darmstadt (1824-1880)   | Marie van Hessen-Darmstadt (1824-1880)   | Marie van Hessen-Darmstadt (1824-1880)   | Marie van Hessen-Darmstadt (1824-1880)   | Marie van Hessen-Darmstadt (1824-1880) | Marie van Hessen-Darmstadt (1824-1880) |                                     |                                     | Christiaan IX van Denemarken (1818-1906)    | Christiaan IX van Denemarken (1818-1906)    | Christiaan IX van Denemarken (1818-1906)    | Christiaan IX van Denemarken (1818-1906)    | Christiaan IX van Denemarken (1818-1906)    | Christiaan IX van Denemarken (1818-1906)    | Louise van Hessen-Kassel (1817-1898) | Louise van Hessen-Kassel (1817-1898) | Louise van Hessen-Kassel (1817-1898) | Louise van Hessen-Kassel (1817-1898) | Louise van Hessen-Kassel (1817-1898)      | Louise van Hessen-Kassel (1817-1898)      |                                           |                                           | Karel van Hessen-Darmstadt (1809-1877)    | Karel van Hessen-Darmstadt (1809-1877)    | Karel van Hessen-Darmstadt (1809-1877) | Karel van Hessen-Darmstadt (1809-1877) | Karel van Hessen-Darmstadt (1809-1877)       | Karel van Hessen-Darmstadt (1809-1877)       | Elisabeth van Pruisen (1815-1885)             | Elisabeth van Pruisen (1815-1885)             | Elisabeth van Pruisen (1815-1885)             | Elisabeth van Pruisen (1815-1885)             | Elisabeth van Pruisen (1815-1885)             | Elisabeth van Pruisen (1815-1885)             |                                       |                                       | Albert van Saksen-Coburg en Gotha (1819-1861) | Albert van Saksen-Coburg en Gotha (1819-1861) | Albert van Saksen-Coburg en Gotha (1819-1861) | Albert van Saksen-Coburg en Gotha (1819-1861) | Albert van Saksen-Coburg en Gotha (1819-1861) | Albert van Saksen-Coburg en Gotha (1819-1861) | Victoria van het Verenigd Koninkrijk (1819-1901) | Victoria van het Verenigd Koninkrijk (1819-1901) | Victoria van het Verenigd Koninkrijk (1819-1901) | Victoria van het Verenigd Koninkrijk (1819-1901) | Victoria van het Verenigd Koninkrijk (1819-1901) | Victoria van het Verenigd Koninkrijk (1819-1901) |  |  |  |  |  |  |  |  |  |  |  |  |  |  |  |  |  |  |  |  |  |  |  |  |  |  |  |  |  |  |  |  |  |  |  |  |  |  |  |  |  |  |  |  |  |  |  |  |
| Alexander II van Rusland (1818–1881) | Alexander II van Rusland (1818–1881) | Alexander II van Rusland (1818–1881) | Alexander II van Rusland (1818–1881) | Alexander II van Rusland (1818–1881)     | Alexander II van Rusland (1818–1881)     | Marie van Hessen-Darmstadt (1824-1880)   | Marie van Hessen-Darmstadt (1824-1880)   | Marie van Hessen-Darmstadt (1824-1880)   | Marie van Hessen-Darmstadt (1824-1880)   | Marie van Hessen-Darmstadt (1824-1880) | Marie van Hessen-Darmstadt (1824-1880) |                                     |                                     | Christiaan IX van Denemarken (1818-1906)    | Christiaan IX van Denemarken (1818-1906)    | Christiaan IX van Denemarken (1818-1906)    | Christiaan IX van Denemarken (1818-1906)    | Christiaan IX van Denemarken (1818-1906)    | Christiaan IX van Denemarken (1818-1906)    | Louise van Hessen-Kassel (1817-1898) | Louise van Hessen-Kassel (1817-1898) | Louise van Hessen-Kassel (1817-1898) | Louise van Hessen-Kassel (1817-1898) | Louise van Hessen-Kassel (1817-1898)      | Louise van Hessen-Kassel (1817-1898)      |                                           |                                           | Karel van Hessen-Darmstadt (1809-1877)    | Karel van Hessen-Darmstadt (1809-1877)    | Karel van Hessen-Darmstadt (1809-1877) | Karel van Hessen-Darmstadt (1809-1877) | Karel van Hessen-Darmstadt (1809-1877)       | Karel van Hessen-Darmstadt (1809-1877)       | Elisabeth van Pruisen (1815-1885)             | Elisabeth van Pruisen (1815-1885)             | Elisabeth van Pruisen (1815-1885)             | Elisabeth van Pruisen (1815-1885)             | Elisabeth van Pruisen (1815-1885)             | Elisabeth van Pruisen (1815-1885)             |                                       |                                       | Albert van Saksen-Coburg en Gotha (1819-1861) | Albert van Saksen-Coburg en Gotha (1819-1861) | Albert van Saksen-Coburg en Gotha (1819-1861) | Albert van Saksen-Coburg en Gotha (1819-1861) | Albert van Saksen-Coburg en Gotha (1819-1861) | Albert van Saksen-Coburg en Gotha (1819-1861) | Victoria van het Verenigd Koninkrijk (1819-1901) | Victoria van het Verenigd Koninkrijk (1819-1901) | Victoria van het Verenigd Koninkrijk (1819-1901) | Victoria van het Verenigd Koninkrijk (1819-1901) | Victoria van het Verenigd Koninkrijk (1819-1901) | Victoria van het Verenigd Koninkrijk (1819-1901) |  |  |  |  |  |  |  |  |  |  |  |  |  |  |  |  |  |  |  |  |  |  |  |  |  |  |  |  |  |  |  |  |  |  |  |  |  |  |  |  |  |  |  |  |  |  |  |  |
|                                      |                                      |                                      |                                      |                                          |                                          |                                          |                                          |                                          |                                          |                                        |                                        |                                     |                                     |                                             |                                             |                                             |                                             |                                             |                                             |                                      |                                      |                                      |                                      |                                           |                                           |                                           |                                           |                                           |                                           |                                        |                                        |                                              |                                              |                                               |                                               |                                               |                                               |                                               |                                               |                                       |                                       |                                               |                                               |                                               |                                               |                                               |                                               |                                                  |                                                  |                                                  |                                                  |                                                  |                                                  |  |  |  |  |  |  |  |  |  |  |  |  |  |  |  |  |  |  |  |  |  |  |  |  |  |  |  |  |  |  |  |  |  |  |  |  |  |  |  |  |  |  |  |  |  |  |  |  |
|                                      |                                      |                                      |                                      | Alexander III van Rusland (1845–1894)    | Alexander III van Rusland (1845–1894)    | Alexander III van Rusland (1845–1894)    | Alexander III van Rusland (1845–1894)    | Alexander III van Rusland (1845–1894)    | Alexander III van Rusland (1845–1894)    |                                        |                                        |                                     |                                     |                                             |                                             | Dagmar van Denemarken (1847-1928)           | Dagmar van Denemarken (1847-1928)           | Dagmar van Denemarken (1847-1928)           | Dagmar van Denemarken (1847-1928)           | Dagmar van Denemarken (1847-1928)    | Dagmar van Denemarken (1847-1928)    |                                      |                                      |                                           |                                           |                                           |                                           |                                           |                                           |                                        |                                        | Lodewijk IV van Hessen-Darmstadt (1837-1892) | Lodewijk IV van Hessen-Darmstadt (1837-1892) | Lodewijk IV van Hessen-Darmstadt (1837-1892)  | Lodewijk IV van Hessen-Darmstadt (1837-1892)  | Lodewijk IV van Hessen-Darmstadt (1837-1892)  | Lodewijk IV van Hessen-Darmstadt (1837-1892)  |                                               |                                               |                                       |                                       |                                               |                                               | Alice van Saksen-Coburg en Gotha (1843-1878)  | Alice van Saksen-Coburg en Gotha (1843-1878)  | Alice van Saksen-Coburg en Gotha (1843-1878)  | Alice van Saksen-Coburg en Gotha (1843-1878)  | Alice van Saksen-Coburg en Gotha (1843-1878)     | Alice van Saksen-Coburg en Gotha (1843-1878)     |                                                  |                                                  |                                                  |                                                  |  |  |  |  |  |  |  |  |  |  |  |  |  |  |  |  |  |  |  |  |  |  |  |  |  |  |  |  |  |  |  |  |  |  |  |  |  |  |  |  |  |  |  |  |  |  |  |  |
|                                      |                                      |                                      |                                      | Alexander III van Rusland (1845–1894)    | Alexander III van Rusland (1845–1894)    | Alexander III van Rusland (1845–1894)    | Alexander III van Rusland (1845–1894)    | Alexander III van Rusland (1845–1894)    | Alexander III van Rusland (1845–1894)    |                                        |                                        |                                     |                                     |                                             |                                             | Dagmar van Denemarken (1847-1928)           | Dagmar van Denemarken (1847-1928)           | Dagmar van Denemarken (1847-1928)           | Dagmar van Denemarken (1847-1928)           | Dagmar van Denemarken (1847-1928)    | Dagmar van Denemarken (1847-1928)    |                                      |                                      |                                           |                                           |                                           |                                           |                                           |                                           |                                        |                                        | Lodewijk IV van Hessen-Darmstadt (1837-1892) | Lodewijk IV van Hessen-Darmstadt (1837-1892) | Lodewijk IV van Hessen-Darmstadt (1837-1892)  | Lodewijk IV van Hessen-Darmstadt (1837-1892)  | Lodewijk IV van Hessen-Darmstadt (1837-1892)  | Lodewijk IV van Hessen-Darmstadt (1837-1892)  |                                               |                                               |                                       |                                       |                                               |                                               | Alice van Saksen-Coburg en Gotha (1843-1878)  | Alice van Saksen-Coburg en Gotha (1843-1878)  | Alice van Saksen-Coburg en Gotha (1843-1878)  | Alice van Saksen-Coburg en Gotha (1843-1878)  | Alice van Saksen-Coburg en Gotha (1843-1878)     | Alice van Saksen-Coburg en Gotha (1843-1878)     |                                                  |                                                  |                                                  |                                                  |  |  |  |  |  |  |  |  |  |  |  |  |  |  |  |  |  |  |  |  |  |  |  |  |  |  |  |  |  |  |  |  |  |  |  |  |  |  |  |  |  |  |  |  |  |  |  |  |
|                                      |                                      |                                      |                                      |                                          |                                          |                                          |                                          |                                          |                                          | Nicolaas II van Rusland (1868–1918)    | Nicolaas II van Rusland (1868–1918)    | Nicolaas II van Rusland (1868–1918) | Nicolaas II van Rusland (1868–1918) | Nicolaas II van Rusland (1868–1918)         | Nicolaas II van Rusland (1868–1918)         |                                             |                                             |                                             |                                             |                                      |                                      |                                      |                                      |                                           |                                           |                                           |                                           |                                           |                                           |                                        |                                        |                                              |                                              |                                               |                                               |                                               |                                               | Alix van Hessen-Darmstadt (1872-1918)         | Alix van Hessen-Darmstadt (1872-1918)         | Alix van Hessen-Darmstadt (1872-1918) | Alix van Hessen-Darmstadt (1872-1918) | Alix van Hessen-Darmstadt (1872-1918)         | Alix van Hessen-Darmstadt (1872-1918)         |                                               |                                               |                                               |                                               |                                                  |                                                  |                                                  |                                                  |                                                  |                                                  |  |  |  |  |  |  |  |  |  |  |  |  |  |  |  |  |  |  |  |  |  |  |  |  |  |  |  |  |  |  |  |  |  |  |  |  |  |  |  |  |  |  |  |  |  |  |  |  |
|                                      |                                      |                                      |                                      |                                          |                                          |                                          |                                          |                                          |                                          | Nicolaas II van Rusland (1868–1918)    | Nicolaas II van Rusland (1868–1918)    | Nicolaas II van Rusland (1868–1918) | Nicolaas II van Rusland (1868–1918) | Nicolaas II van Rusland (1868–1918)         | Nicolaas II van Rusland (1868–1918)         |                                             |                                             |                                             |                                             |                                      |                                      |                                      |                                      |                                           |                                           |                                           |                                           |                                           |                                           |                                        |                                        |                                              |                                              |                                               |                                               |                                               |                                               | Alix van Hessen-Darmstadt (1872-1918)         | Alix van Hessen-Darmstadt (1872-1918)         | Alix van Hessen-Darmstadt (1872-1918) | Alix van Hessen-Darmstadt (1872-1918) | Alix van Hessen-Darmstadt (1872-1918)         | Alix van Hessen-Darmstadt (1872-1918)         |                                               |                                               |                                               |                                               |                                                  |                                                  |                                                  |                                                  |                                                  |                                                  |  |  |  |  |  |  |  |  |  |  |  |  |  |  |  |  |  |  |  |  |  |  |  |  |  |  |  |  |  |  |  |  |  |  |  |  |  |  |  |  |  |  |  |  |  |  |  |  |
|                                      |                                      |                                      |                                      |                                          |                                          |                                          |                                          |                                          |                                          |                                        |                                        |                                     |                                     |                                             |                                             |                                             |                                             |                                             |                                             |                                      |                                      |                                      |                                      |                                           |                                           |                                           |                                           |                                           |                                           |                                        |                                        |                                              |                                              |                                               |                                               |                                               |                                               |                                               |                                               |                                       |                                       |                                               |                                               |                                               |                                               |                                               |                                               |                                                  |                                                  |                                                  |                                                  |                                                  |                                                  |  |  |  |  |  |  |  |  |  |  |  |  |  |  |  |  |  |  |  |  |  |  |  |  |  |  |  |  |  |  |  |  |  |  |  |  |  |  |  |  |  |  |  |  |  |  |  |  |
|                                      |                                      |                                      |                                      |                                          |                                          |                                          |                                          |                                          |                                          |                                        |                                        |                                     |                                     |                                             |                                             |                                             |                                             |                                             |                                             |                                      |                                      |                                      |                                      |                                           |                                           |                                           |                                           |                                           |                                           |                                        |                                        |                                              |                                              |                                               |                                               |                                               |                                               |                                               |                                               |                                       |                                       |                                               |                                               |                                               |                                               |                                               |                                               |                                                  |                                                  |                                                  |                                                  |                                                  |                                                  |  |  |  |  |  |  |  |  |  |  |  |  |  |  |  |  |  |  |  |  |  |  |  |  |  |  |  |  |  |  |  |  |  |  |  |  |  |  |  |  |  |  |  |  |  |  |  |  |
|                                      |                                      |                                      |                                      | Olga Nikolajevna van Rusland (1895-1918) | Olga Nikolajevna van Rusland (1895-1918) | Olga Nikolajevna van Rusland (1895-1918) | Olga Nikolajevna van Rusland (1895-1918) | Olga Nikolajevna van Rusland (1895-1918) | Olga Nikolajevna van Rusland (1895-1918) |                                        |                                        |                                     |                                     | Tatjana Nikolajevna van Rusland (1897–1918) | Tatjana Nikolajevna van Rusland (1897–1918) | Tatjana Nikolajevna van Rusland (1897–1918) | Tatjana Nikolajevna van Rusland (1897–1918) | Tatjana Nikolajevna van Rusland (1897–1918) | Tatjana Nikolajevna van Rusland (1897–1918) |                                      |                                      |                                      |                                      | Maria Nikolajevna van Rusland (1899-1918) | Maria Nikolajevna van Rusland (1899-1918) | Maria Nikolajevna van Rusland (1899-1918) | Maria Nikolajevna van Rusland (1899-1918) | Maria Nikolajevna van Rusland (1899-1918) | Maria Nikolajevna van Rusland (1899-1918) |                                        |                                        |                                              |                                              | Anastasia Nikolajevna van Rusland (1901-1918) | Anastasia Nikolajevna van Rusland (1901-1918) | Anastasia Nikolajevna van Rusland (1901-1918) | Anastasia Nikolajevna van Rusland (1901-1918) | Anastasia Nikolajevna van Rusland (1901-1918) | Anastasia Nikolajevna van Rusland (1901-1918) |                                       |                                       |                                               |                                               | Aleksej Nikolajevitsj van Rusland (1904–1918) | Aleksej Nikolajevitsj van Rusland (1904–1918) | Aleksej Nikolajevitsj van Rusland (1904–1918) | Aleksej Nikolajevitsj van Rusland (1904–1918) | Aleksej Nikolajevitsj van Rusland (1904–1918)    | Aleksej Nikolajevitsj van Rusland (1904–1918)    |                                                  |                                                  |                                                  |                                                  |  |  |  |  |  |  |  |  |  |  |  |  |  |  |  |  |  |  |  |  |  |  |  |  |  |  |  |  |  |  |  |  |  |  |  |  |  |  |  |  |  |  |  |  |  |  |  |  |